# Histoire de la Nouvelle-Calédonie pendant la Seconde Guerre mondiale

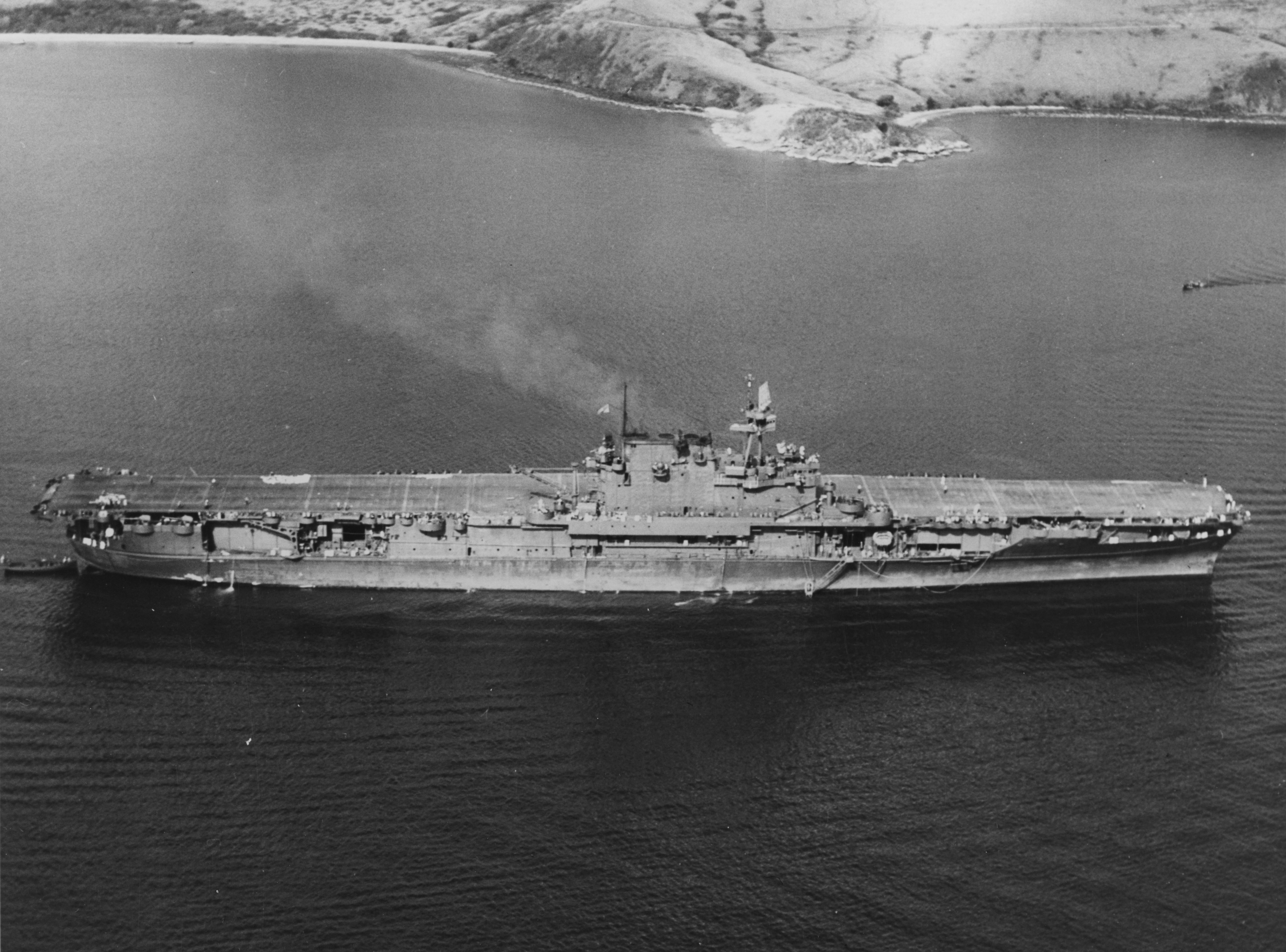
Le USS Enterprise (CV-6) dans le port de Nouméa le 10 novembre 1942.

La Seconde Guerre mondiale en Nouvelle-Calédonie est une période durant laquelle ce territoire français, coupé de la France occupée ou du régime de Vichy, a rejoint la France libre et a été utilisé par les armées américaines et alliées en tant que base arrière dans le cadre de sa stratégie de défense, puis de reconquête du Pacifique face aux Japonais. Cette période a été marquée par d'importantes évolutions sociales qui ont eu des conséquences sur l'évolution ultérieure de la Nouvelle-Calédonie.

## Entrée en guerre de la France
En raison de l'éloignement géographique et de l'absence de communications radio directes, les messages devant passer par l'Australie ou par Saïgon, les Calédoniens ne sont informés de l'entrée en guerre de la France, le 3 septembre 1939, que le lendemain. Une mobilisation partielle est effectuée, 800 hommes rejoignent les rangs de l'armée afin de défendre le territoire et dans l'éventualité de l'envoi d'un corps expéditionnaire sur le théâtre européen. Le 20 octobre, Georges Pélicier arrive à Nouméa, les Néo-Calédoniens réservent un accueil enthousiaste au nouveau gouverneur. Le gouvernement local définit de nouvelles règles pour l'exportation de minerais, une surtaxe de 20 % est imposée pour l'exportation de minerai de fer alors exclusivement exporté vers le Japon. Les exportateurs doivent demander des licences séparées pour chaque transaction et s'assurer que leurs biens ne soient pas vendus à une puissance ennemie. Le port d'armes est interdit aux étrangers, de même, il est défendu de parler toute langue étrangère au téléphone hormis l'anglais. Par ailleurs, des restrictions de mouvement sont imposées aux étrangers et la taxe à laquelle ils sont soumis en tant que résidents est doublée. La colonie ne dispose à cette époque pour se défendre que d'un faible armement, en tout et pour tout, on compte quatre canons d'un modèle de 1892, aucun navire de guerre n'est stationné en permanence sur place. Des taxes de guerre sont levées, sans pour autant que les défenses puissent être renforcées en l'absence de soutien métropolitain, la France ayant alors d'autres priorités que l'armement de ses colonies lointaines.

## Armistice
Alors que la nouvelle de l'armistice parvient le 23 juin 1940 en Nouvelle-Calédonie, le gouverneur Pélicier annonce aux membres du conseil général sa volonté de poursuivre la guerre aux côtés du Commonwealth britannique. Le jour suivant, 5000 Calédoniens se réunissent devant le monument aux morts de Nouméa, arborant drapeaux français et britanniques, pour marquer leur soutien à la poursuite de la lutte. Ils demandent au conseil général d'adopter une résolution rejetant l'armistice. Pourtant, le gouverneur Pélicier est tenaillé entre plusieurs impératifs. Si dès cette époque, la peur de l'impérialisme japonais est présente dans le Pacifique, l'administration redoute aussi que les Britanniques ne profitent de la faiblesse de la France pour pousser leur avantage en Nouvelle-Calédonie. Par ailleurs, certaines personnalités du territoire entendent mettre à profit le conflit pour obtenir une autonomie accrue de la Nouvelle-Calédonie par rapport à la métropole. Ainsi, Michel Vergès, avocat du barreau de Nouméa lance une pétition appelant à l'élection d'une assemblée chargée de présider aux destinées de la Nouvelle-Calédonie durant la période de la Guerre. De son côté, Pélicier commence à recevoir des directives du gouvernement de Vichy nouvellement constitué qui provoquent un certain flottement expliquant l'absence de représentants légaux le jour du 14 juillet, un évènement pourtant célébré par une foule venue nombreuse pour exprimer son patriotisme. Un câble arrive le 21 juillet ordonnant la publication des actes constitutionnels du régime de Vichy, un autre intime l'ordre à la colonie de couper tous liens avec les Britanniques. Cette dernière consigne est lourde de conséquence pour la colonie qui dépend beaucoup, économiquement, de ses relations avec l'Australie. Ainsi, la fonderie de Doniambo utilisée pour transformer le minerai de nickel, la principale exportation de l'île, ne peut fonctionner sans charbon australien. Pris entre les exigences de Vichy et l'indépendance croissante du conseil général qui renouvèle sa détermination à poursuivre la lutte, y compris en demandant l'assistance du voisin australien, si nécessaire, Pélicier finit par publier les actes de Vichy le 29 juillet. Le 2 août, le conseil général se réunit pour exprimer sa désapprobation officielle de la publication des décrets, des manifestations ont lieu.

## Ralliement à la France libre

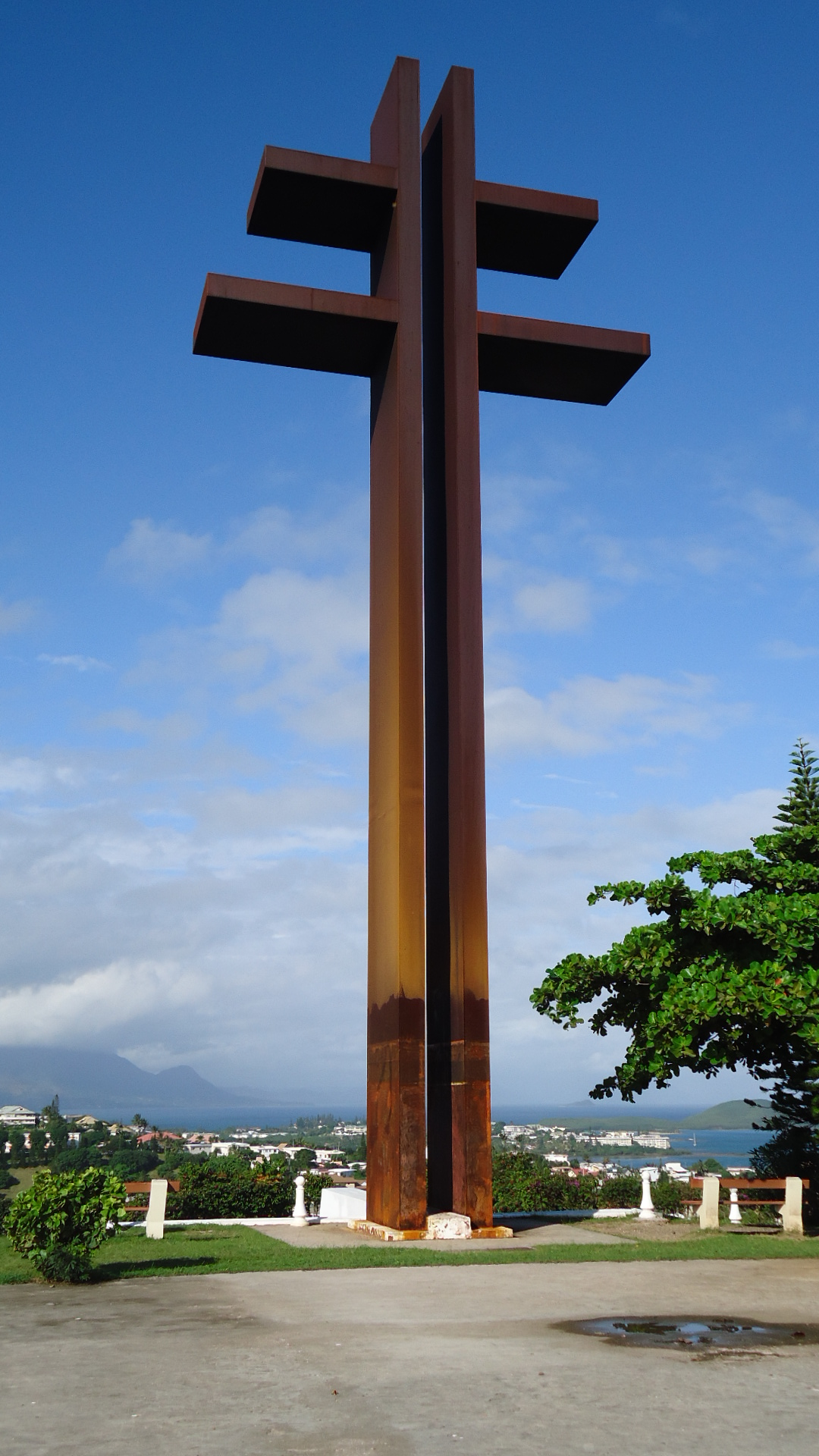
Croix de Lorraine au Mont Coffyn de Nouméa.

L'appel du 18 Juin 1940 de De Gaulle dans lequel il indique vouloir continuer la lutte contre l'occupant à partir de l'Empire français parvient jusqu'en Nouvelle-Calédonie. L'idée du ralliement au mouvement fait des émules dans le territoire, particulièrement parmi les « Broussards », les colons français de l'intérieur rural de la Grande-Terre. L'exemple de l'archipel voisin des Nouvelles-Hébrides rallié le 20 juillet 1940 sous la direction de son commissaire résident, Henri Sautot, pousse les Gaullistes calédoniens à réclamer une rupture avec Vichy. Ils contactent le Général qui les presse à organiser un mouvement de résistance afin d'organiser le ralliement. Parallèlement, des volontaires s'engagent et rejoignent Londres ; parmi eux, Raymonde Rolly et Raymonde Jore.

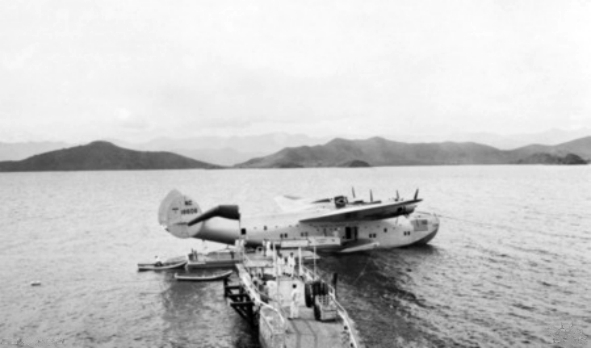
L'hydravion Boeing 314 de la PanAm à Nouméa le 19 avril 1941, avec à son bord le gouverneur de la France libre Henri Sautot.

Le 18 août, de la dynamite explose dans les jardins de la résidence du gouverneur. Un conseiller général le prévient que sa sécurité ainsi que celle de sa famille ne peuvent plus être assurées sur l'île. Le gouverneur, fortement éprouvé par les évènements, demande de l'aide de Vichy, soulignant qu'il n'est plus en mesure d'assurer le maintien de l'ordre. Vichy décide alors l'envoi de l'aviso Dumont d'Urville commandé par le capitaine de frégate Toussaint de Quièvrecourt, fidèle à Vichy, qui arrive en rade de Nouméa le 23 août. Dans le même temps, le gouvernement de l'État français demande à Pélicier de réserver la production minérale du territoire au Japon, le mettant ainsi en porte-à-faux avec les autorités australiennes qu'il avait convaincu d'acheter une partie significative du nickel calédonien afin de soutenir la colonie. Le conseil général est alors dirigé par Alfred Rapadzi, directeur de la Société Le Nickel, principale entreprise minière de la colonie. Ce dernier sait que la rupture avec les Britanniques conduirait à l'arrêt des exportations, la fonderie de l'île étant dépendante du charbon australien. Sous son influence, le conseil général décide de pousser le gouverneur au départ. Une résolution est prise en ce sens le 28 août et un câble envoyé à Vichy. Le capitaine de frégate Toussaint de Quièvrecourt du Dumont d'Urville exprime lui aussi sa défiance à l'égard de Pélicier auquel il reproche de ne pas avoir adopté une position ferme en demandant son remplacement. Vichy décide alors de nommer le lieutenant-colonel Maurice Denis, alors à la tête de la garnison de la colonie, gouverneur par intérim. Le lendemain de cette prise de pouvoir, le 30 août, Sir Harris Luke, gouverneur des Fidji, dont la venue était prévue de longue date, arrive à Nouméa. Une foule l'accueille au port, brandissant drapeaux de la France libre et de l'Empire britannique. Le croiseur de la Marine royale australienne, le HMAS Adelaide de la classe Town force le gouverneur français à rembarquer sur le Dumont d'Urville.
En juillet 1941, l'état-major des Forces navales françaises libres obtient de l'amirauté britannique un accord pour envoyer l'aviso Chevreuil dans le Pacifique pour notamment des missions de maintien de l'ordre. Envoyé en Nouvelle-Calédonie par le commandant de la Marine dans le Pacifique, le capitaine de frégate Cabanier, le Chevreuil, commandé par l'enseigne de vaisseau Fourlinnie, arrive en rade de Nouméa le 3 décembre 1941.

## Les Japonais
À la suite de l'attaque de Pearl Harbor du 7 décembre 1941, la population japonaise du territoire (1 340 hommes, tous civils) est arrêtée, internée, déportée en Australie en camp de détention (Tatura), puis après 1945 interdite de retour sur le territoire : biens spoliés, familles (mixtes) dépréciées, mémoire refoulée,,,.
La plupart de ces hommes étaient venus travailler dans les mines de nickel au début du XXe siècle, et avaient ouvert par la suite de nombreux commerces. Certains résidaient en Nouvelle-Calédonie depuis plus de trente ans au moment de leur déportation. Aucune excuse officielle ni dédommagement n'ont été proposé par la France et la Nouvelle-Calédonie.

## Installation des troupes américaines

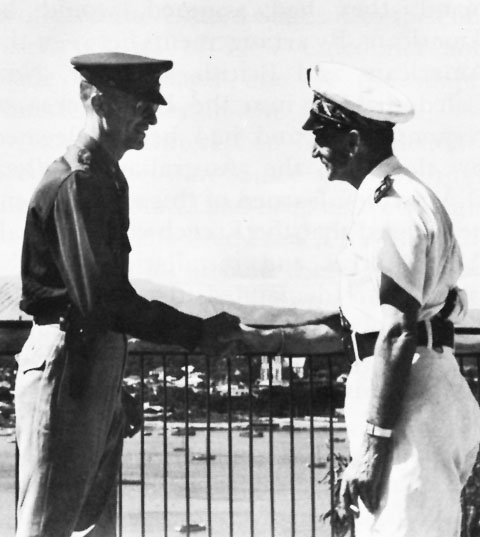
L'amiral Georges Thierry d'Argenlieu (à droite) avec le brigadier général Alexander Patch, à Nouméa (Nouvelle-Calédonie).

Le 12 mars 1942, 17 000 Américains débarquent à Nouméa, en trois jours 40 000 militaires s'installent (10 000 habitants environ, 10 605 en 1946, et un peu plus de 57 000 pour l'ensemble de la Nouvelle-Calédonie), sous le commandement du général Alexander Patch, accueilli par le haut-commissaire Georges Thierry d'Argenlieu. La Nouvelle-Calédonie devient une importante base aérienne lors de la bataille de la mer de Corail. Nouméa devient le Quartier Général du Pacifique, base arrière de défense et de contre-attaque des Alliés. Le premier grand combat du Corps Expéditionnaire Américain, la 23e division d'infanterie American New Caledonian Division, depuis le Pentagone d'Anse-Vata, est la bataille de Guadalcanal, d'août 1942 à février 1943, dans le sud des îles Salomon. L'US Navy dépensa pour la construction de la base navale de Nouméa 24 297 447 dollars américains (
380 millions actuels), la douzième base par ordre de cout des quelque 400 bases avancés construites par cette marine durant ce conflit.

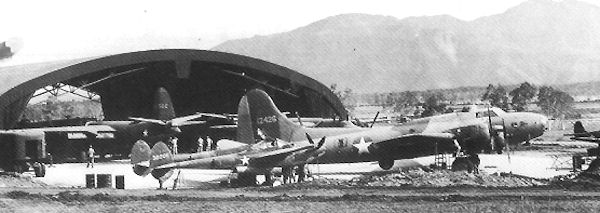
B-17 sur la base aérienne de La Tontouta en aout 1942.

L'arrivée de l'armée américaine signifie :
- aménagement ou réaménagements de 16 aérodromes : la Tontouta, Magenta, plaine des Gaïacs, Koumac...
- dépôts de munitions, et de carburants,
- batteries d'artillerie, filets de protection anti-sous-marins...
- nouveaux quartiers : Motor-Pool, Receiving (avec théâtre-cinéma en plein air), casernes,
- centres hospitaliers : Anse Vata, La Conception, Dumbéa, Bourail-nord...
- produits alimentaires : chocolat, chewing-gum, crème glacée, whisky, vitamines, cigarettes blondes...
- infrastructures : routes (1960 km), ponts métalliques, adduction d'eau, raccordement au réseau électrique, modernisation des ports,
- matériel de chantier : bulldozer, pelleteuses, camions Dodge, jeeps, tracteurs agricoles, hangars métalliques en demi-lune (quonset hut), etc.,
- agriculture : graines, engrais, engins mécaniques,
- nombreux emplois, de toute catégorie : manutentionnaire, docker d'urgence économique ou militaire, traducteur, laverie, boulangerie, restauration rapide, boutiques à souvenirs...
- bons salaires égalitaires en dollars, (dollars touques), et augmentation du coût de la vie,
- sports : boxe, catch, base-ball...
- culture américaine : musique, danse, fête (réconfort), dancings, night-clubs (Tivoli, Tiaré, Cintra, Hôtel Central), théâtres, salles de bal, concerts de jazz, westerns, cartoons...
- mixité américaine : moindre discrimination...

Au maximum, 130 000 hommes et femmes (Américains et Néo-Zélandais) sur le Caillou. En tout, 1 200 000 soldats américains transitent par la Nouvelle-Calédonie.
Fin 1946, reste la nostalgie de la présence américaine. Et quelques mariages.

## Le Bataillon du Pacifique
Au printemps 1941, un contingent d'environ 300 Calédoniens quitte le territoire avec le Bataillon du Pacifique. Ils s'illustreront à la Bataille de Bir Hakeim (mai-juin 1942), avant que leur bataillon ne fusionne avec le 1er Bataillon d'Infanterie de Marine (BIM) pour donner naissance au Bataillon d'Infanterie de Marine et du Pacifique (BIMP), qui sera engagé à El Alamein, en Tunisie, en Italie, en Provence, dans l'Authion et en Alsace. D'autres Calédoniens rejoignent le Special Air Service (SAS) en Angleterre.
Le retour des libérateurs à Nouméa le 21 mai 1946 est enthousiaste.

## Tentatives américaines d'annexion de la Nouvelle-Calédonie française
Pendant la Seconde Guerre mondiale, la Nouvelle-Calédonie, située à moins de 1 500 kilomètres de Guadalcanal — théâtre de l’un des tournants majeurs de la guerre du Pacifique —, devint progressivement une base stratégique de première importance pour les forces américaines. Jusqu’à 200 000 soldats américains y furent stationnés simultanément, alors que la population locale n’excédait pas 50 000 habitants. L’île abrita, à son apogée, le deuxième port de l’US Navy dans le Pacifique, après celui de San Francisco.
Dans ce contexte, le président des États-Unis, Franklin D. Roosevelt aurait envisagé, un temps, l’annexion de la Nouvelle-Calédonie. Ce projet, conçu sans concertation avec le gouvernement français, s’inscrivait dans une logique de compensation pour les importants soutiens matériels fournis à la France libre dans le cadre du programme de prêt-bail car Roosevelt estimant que la France libre serait incapable de rembourser le Prêt-bail. Roosevelt, qui entretenait des relations tendues avec le général de Gaulle, aurait également vu dans cette initiative un moyen de contrebalancer l’influence gaulliste dans le Pacifique. Toutefois, ce projet fut rapidement abandonné, notamment en raison des enjeux diplomatiques liés à l’émergence de la guerre froide et de la nécessité de préserver les relations avec la France dans le nouvel ordre mondial d’après-guerre.